# Кларксвил (Индијана)
Кларксвил (енгл. Clarksville) град је у америчкој савезној држави Индијана.

## Демографија
По попису из 2010. године број становника је 21.724, што је 324 (1,5%) становника више него 2000. године.
| Група             | 2000.          | 2010.          |
| Белци             | 19.059 (89,1%) | 17.783 (81,9%) |
| Афроамериканци    | 1.197 (5,6%)   | 1.221 (5,6%)   |
| Азијати           | 200 (0,9%)     | 155 (0,7%)     |
| Хиспаноамериканци | 599 (2,8%)     | 2.056 (9,5%)   |
| Укупно            | 21.400         | 21.724         |